# Viborgs gamla domkyrka
Viborgs gamla domkyrka eller Viborgs stadskyrka är Viborgs äldsta kyrkliga byggnad. Efter bombningarna under vinterkriget återstod bara stenväggarna. Under århundradena hade kyrkan fungerat som kyrka för katoliker, ortodoxa och lutheraner. Därför har den också ofta bytt namn. Senast hette den Garnisonskyrkan och Agricolakyrkan. 
Viborgs gamla domkyrka finns i nordväst på stadsudden i korsningen mellan Biskopsgatan och Vattenportsgatan i stadsdelen Fästningen i stadens centrum. Ruinerna av kyrkan står ännu kvar.
Det finns beslut att restaurera kyrkan som ett kulturarv. I samband med restaureringen skall man också söka efter Mikael Agricolas grav. Projektet stöds av Mikael Agricola-sällskapet. Uppmätningarna av ruinerna inleddes i juni 2010. Både myndigheternas och befolkningens intresse skydda ruinerna har vuxit de senaste åren.

## Uppförande
Den äldsta katolska församlingen i Karelen är Viborg. Den tillkom i samband med det tredje korståget i slutet av 1200-talet. Den nämns första gången år 1352 då den var regale. Säkkijärvi torde ha avskilts i början av 1500-talet som ett kapell under Viborg.
Grundandet av församlingen och grundläggningen av slottet hänger samman. Tidigare fanns det flera kyrkor av trä. Den sista träkyrkan förstördes av novogorodska soldater vid belägringarna av staden 1411. 1413 beslöt man att den nya kyrkan skulle byggas av sten. Också påven stödde byggandet av en stenkyrka i ett brev den 17 februari 1418 där han lovade 7 års avlat åt dem som deltog i bygget.
Man valde att bygga kyrkan på stadens högsta punkt på västbrinken med direkt utsikt mot Slottsholmen 300 meter bort. Mellan dem låg ett långsmalt torg.
Bygget påbörjades mellan 1435 och 1445. Ståthållarna på slottet Krister Nilsson (Vasa) och Karl Knutsson (Bonde) bidrog aktivt till att kyrkan blev klar. Den invigdes som ”S:ta Maria och S:t Olovs kyrka”. Vid stadsbranden år 1477 förstördes också kyrkan. Årtalet 1498 som har funnits på en av de gamla pelarna är återuppbyggnadsåret.
Många bränder, ombyggnader och tider som ruin gör det omöjligt avgöra hur den ursprungligen såg ut. Långhuset har i varje fall varit 37,0 × 19,4 m. De speciella åttasidiga pelarna var byggda av estnisk kalksten som var 0,7 m i genomskärning.  Man antar att kyrkan haft ett klocktorn vid västra gaveln.  
Kyrkan murades nertill av sten de övre delarna av väggarna av tegel. Taket var högt och brant. Sakristian fanns på den norra väggen och vapenhuset på den södra.. Enligt katolsk sed var kyrkorummet påkostat och pråligt. Efter återuppbyggnaden var kyrkan den näst ståtligaste kyrkan i Finland efter Åbo domkyrka. 
Förutom huvudaltaret fanns flera sidoaltaren helgade åt helgon. År 1448 nämns Erik den heliges och S:t Henriks prebenden. 
Bitar av rappning och fragment av kalkmålningar tyder på att kyrkan haft valvmålningar. Men uppgifter om dem saknas.
I av den medeltida inredningen fanns bara grundstenarna till altaret kvar i början av 1900-talet. Resten hade förstörts i bränder, ombyggnader och under tiden som ruin. Det är känt att 1601 hade kyrkan dyrgripar som två tunga silverkannor och fem nattvardsuppsättningar, ljusstakar, böcker och liturgiska textilier. Åtminstone en del av dem var från medeltiden. På 1620–1630-talen fick kyrkan den så kallade Sigfridus kalken.

## Tiden efter reformationen

### 1554–1578, 1618– luthersk domkyrka
Efter reformationen blev Viborgs huvudkyrka en luthersk domkyrka. Den fungerade som domkyrka åren 1554-1578 och på nytt från 1618. Finland hade fått ett andra stift år 1554, Viborgs stift. År 1580 sammanslogs Viborgs stift med Åbo stift, men 1618 grundades stiftet på nytt.  
Under kyrkans golv begravdes märkespersoner som slottsfogden Erik Axelsson (Tott) och med allra största sannolikhet biskop Mikael Agricola. Det fanns annars ingen tillräckligt värdig begravningsplats i Viborg för en biskop.

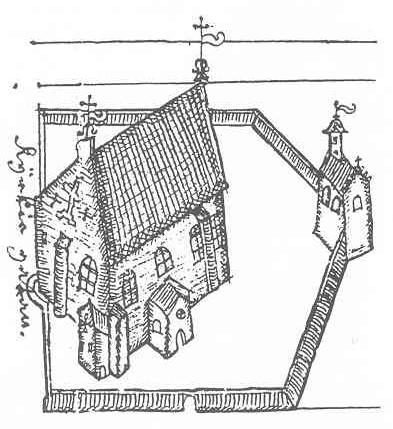
Viborgs domkyrka anno 1642.

Efter reformationen gjordes omfattande ändringar av kyrkan. Den norra väggen revs och två pelare byggdes för att bära upp de gamla korvalven. Efter utvidgningen var kyrkan fyrskeppig och vartannat skepp var lika brett. Altaret blev kvar i det gamla mittskeppet och därmed blev kyrkorummet från altaret sett asymmetriskt. Kyrkans tak och de övre delarna av gavlarna byggdes om. 
I stadsbranden 1628 skadades kyrkan igen svårt. Vid återuppbyggandet förstorades den mot norr och öster och sakristian revs. Arbetet slutfördes mot slutet av 1630-talet. Den tyska byggmästaren Peter Holtgref har ansetts ansvara för arbetet. Kyrkan fick orgel och predikstol. De har senare försvunnit. På 1600-talet omnämns också ett votivskepp.

### 1720–1788 ortodox församlingskyrka
I det stora nordiska kriget intog Ryssland Finland och Viborg intogs 1711–1712. I fredsslutet övergick sydöstra Karelen och Viborg, det som kom att kallas Gamla Finland, till Ryssland. Kyrkan hade skadats svårt i striderna och användes först som stall. Kejsar Peter den store bestämde omkring 1720 att den skulle iståndsättas till ortodox kyrka. Kyrkan invigdes som ”Kristi födelses kyrka”.
Interiören ändrades inte mera än att en ikonostas sattes upp. År 1714 inleddes kyrkans andra stora ombyggnad. Då sänktes taket på den ursprungliga delen av kyrkan medan ombyggnaden från 1500-talet behöll sitt tak. Valven gjordes spetsbågiga och fönstren förnyades.  Klockstapeln höjdes också på 1700-talet 

### 1788–1913 lager
År 1788 blev Kristi förklarings kyrka klar och den gamla kyrkan började användas som lager. Den ändrades till spannmålslager 1805. Ytterväggarna höjdes, valven ersattes med höga tegelpelare, de nedre fönstren ändrades och en övre fönsterrad öppnades. Ingångstaket på pelare byggdes. Dä förlorade kyrkan slutligen alla medeltida drag. Kyrkans grundplan utforskadess 1886 och samtidigt gjorde försök lokalisera Mikael Agricolas grav. 

### 1913–1918 ortodox militärkyrka
Efter att länge varit tagen ur kyrkligt bruk ombyggdes och invigdes kyrkan 1913 som ortodox militärkyrka. Golvet reparerades och väggarna målades. Ikonostasen byggdes upp på nytt. Den största och centralaste ikonen avbildade Jungfru Maria och barnet.  

### 1918-1940 luthersk garnisionskyrka
Efter återinvigningen hann kyrkan inte fungera många år som ortodox kyrka. Efter Finlands självständighet återinvigdes kyrkan 1918 som luthersk under namnet ”Garnisionskyrkan”. Den skulle betjäna de stora truppförbanden i staden och under sommaren som stadsbornas kvällskyrka. Inga stora ändringar gjordes i kyrksalen, ikonostasen stod kvar. Senare ändrades namnet till ”Agricolakyrkan”. En kopia av Agricolas staty restes år 2009 utanför Petrus Pauluskyrkan.

## Vinterkriget

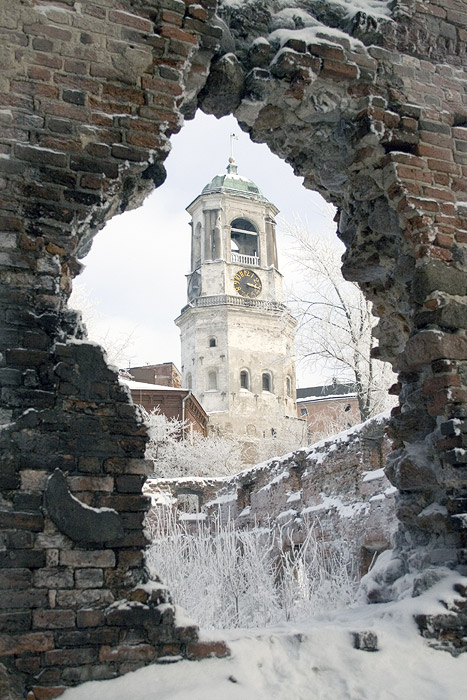
Klockstapeln sedd från kyrkans ruiner.

Under Vinterkriget bombades Viborg svårt av den ryska armen. Gamla domkyrkan träffades söndagen den 18 februari 1940 av en brandbomb och brann ännu en gång. I kyrkan fanns då kistorna med över 100 stupade från fronten. De fanns i kyrkan i väntan på att transporteras till hemorten. De förkolnade resterna begravdes vid ruinerna. De flesta kunde inte längre identifieras.
Bara stenväggarna blev stående. Finlands planer att återuppbygga kyrkan förverkligades inte då området avträddes till Sovjet. Under sovjettiden har ingenting gjorts åt ruinerna. Kyrkan har senare fungerat som lokal avstjälpningsplats.
Klockstapeln klarade krigen och den har blivit en symbol för Viborg.